# Tütüncüler, Akçaabat
Tütüncüler là một xã thuộc huyện Akçaabat, tỉnh Trabzon, Thổ Nhĩ Kỳ. Dân số thời điểm năm 2011 là 515 người.